# Slackline

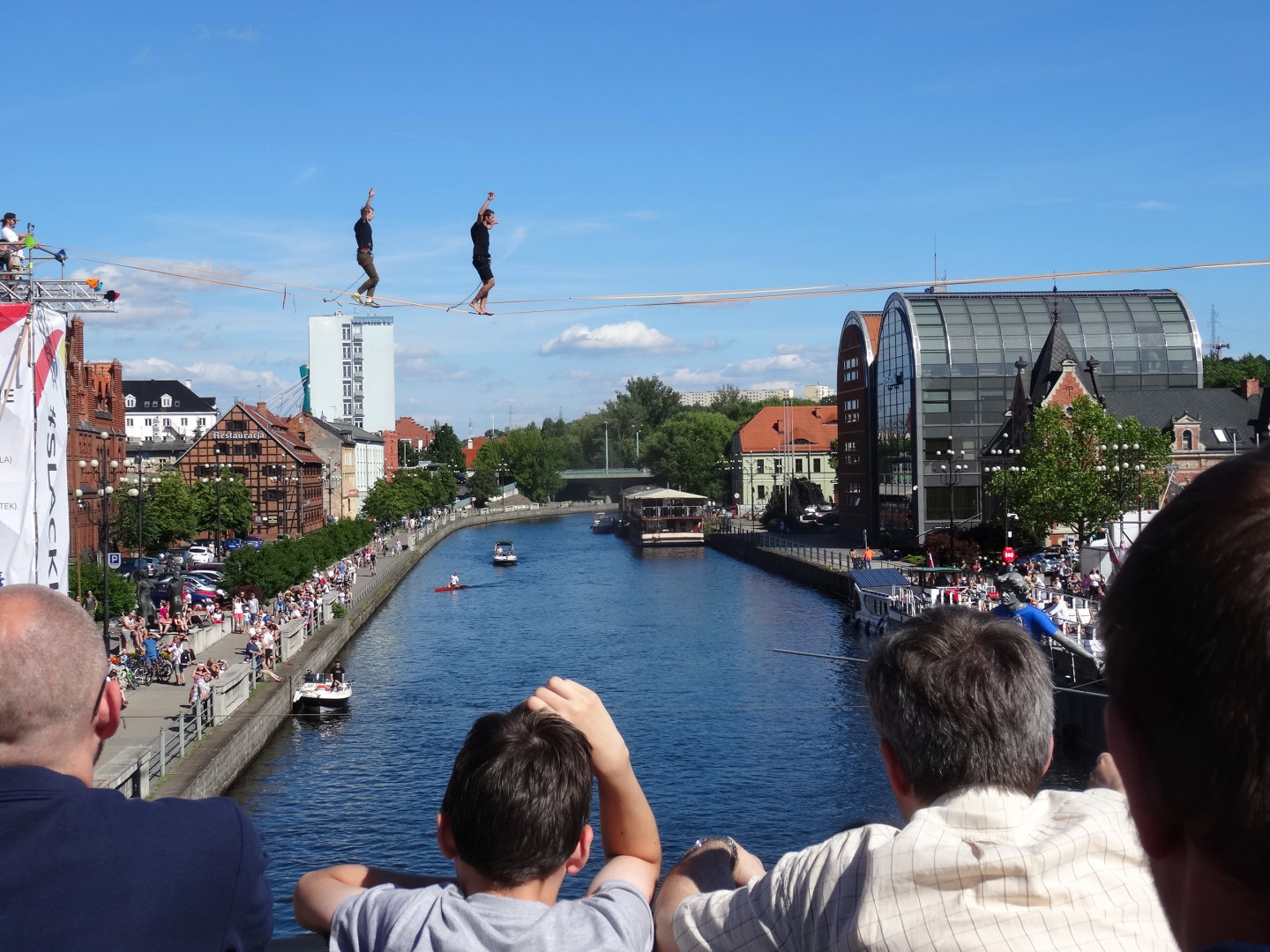
Slackline Games Bydgoszcz, 18 czerwca 2017

Slackline (ang. slackline – luźna linia) – dyscyplina sportowa polegająca na chodzeniu i wykonywaniu trików na taśmie, zazwyczaj o szerokości 2,5–5 cm, rozwieszonej i napiętej między dwoma punktami (drzewami, skalnymi turniami) na wysokości od kilkunastu centymetrów do kilkuset metrów.

## Historia
Slackline narodził się w Kalifornii w dolinie Yosemite na początku lat 80. XX wieku. Za jego twórców uważa się Adama Grosowsky'ego i Jeffa Ellingtona. Wszystko zaczęło się od chodzenia po łańcuchach okalających parking. Następnie próbowano chodzić po linach wspinaczkowych, które w końcu zastąpiono taśmą. Niebawem slackline zyskał coraz więcej miłośników; pojawiły się też pierwsze highline'y.
Dokładna data przybycia slackline'u do Polski nie jest znana. Na jego popularność wpływ miały rozgrywane po raz pierwszy w Polsce zawody „Slackline Master 2006” oraz powstawanie stron i forów tematycznych. Rok później w warszawskim „Blue City” odbyły się kolejne zawody „Slackline Polish Open 2007”. 14 lipca 2007 roku Jan Gałek jako pierwszy Polak pokonał najsłynniejszy highline świata L.A.S. w Yosemite. W Polsce często slackline określa się mylnie jako chodzenie po linie, co zapewne wynika z tłumaczenia „line” jako lina, jednak ta dyscyplina dotyczy to tylko i wyłącznie chodzenia po taśmach. Taśma, w odróżnieniu od lin używanych przez linoskoczków, nawet po mocnym naciągnięciu, charakteryzuje się dużą rozciągliwością powodującą pionowe i poziome „drgania” podczas chodzenia. Pozwala to na wykonywanie trików. Wymusza też nieco inny sposób utrzymywania równowagi. Doświadczeni „slackerzy” pozwalają aby stopy swobodnie wychylały się wraz z taśmą na boki kontrolując równowagę górna częścią ciała, czego przykładem jest trik „surf”. Polega on na mocnym wychylaniu taśmy nogami w poziomie przy jednoczesnym utrzymaniu tułowia nieruchomo.

### W Polsce
Slacklining zdobywa w Polsce coraz więcej zwolenników; powstaje wiele grup w miastach, w których pasjonaci umawiają się na wspólne spotkania. 20 maja 2006 w Sokolikach koło Jeleniej Góry zorganizowano pierwsze w Polsce zawody w slackliningu Slackline Masters 2006, w których startowały cztery osoby.
4 marca 2007 na Polu Mokotowskim w Warszawie Damian Cooksey pobił ówczesny rekord świata w chodzeniu po taśmie, która miała rekordową długość 123,5 m.

## Odmiany[3]
- Trickline – taśmy długości od kilku do kilkudziesięciu metrów, zawieszone na wysokości od kilkudziesięciu centymetrów do dwów metrów. Wykonuje się na nich różnorodne tricki – od prostych obrotów po podwójne salta. Trickline nie wymaga dużych przestrzeni, mnogości sprzętu do naciągania, jest efektowny.
- Longline – taśmy długości od kilkudziesięciu metrów. Zawieszane są z reguły na wysokości powyżej metra, a służą do pokonywania jak największych odległości. Obecny rekord Polski to 410 metrów ustanowione przez Rafała „Pigmeja” Kubiaka. Obecny rekord świata w longline jest także rekordem highline, ponieważ przez ugięcie taśmy nie jest możliwe zawieszenie tak długiej taśmy bezpośrednio nad ziemią.
- Highline – taśmy rozwieszane na dużych wysokościach: od kilku do kilkuset metrów. Uprawianie highliningu w niektórych wypadkach wymaga umiejętności alpinistycznych. Istnieją też highliny w mieście zwane Urban Highline. Największym festiwalem highlinowym w sferze miejskiej na świecie jest Urban Highline Festival organizowany corocznie w Lublinie pod koniec lipca. Highlinerzy używają do asekuracji uprzęży wspinaczkowej z lonżą przywiązaną do metalowych obręczy (ringów), przez które przewleczona jest taśma, po której się chodzi wraz z tzw. „back-upem”, czyli drugą taśmą bądź liną alpinistyczną. Możliwe jest też przejście Free Solo, czyli bez jakiejkolwiek asekuracji. Jak podaje ISA, w latach 2009–2024, podczas uprawiania highline miało miejsce 9 wypadków śmiertelnych[4]. Obecnie rekord świata wynosi 2710[5][6]metrów i został ustanowiony przez Arthura Lefebvre, Mia Noblet, Tania Monier, Juliena Roux, Augustina Moinat, Benoît Brume, Mattisa Reisner, Josepha Premoselli, 3 sierpnia 2022. Taśma została zawieszona na wysokości 290 m w miejscowości Mont-Dore we Francji.